# فلویدادا (تگزاس)
فلویدادا، تگزاس(به انگلیسی: Floydada, Texas) شهری در ایالت تگزاس از ایالات جنوبی ایالات متحده آمریکا است. در سرشماری سال ۲۰۰۰، جمعیت این شهر ۳۶۷۶ نفر اعلام شد.